# Kenta Kakimoto
Kenta Kakimoto (柿本 健太 Kakimoto Kenta?), född 19 oktober 1990 i Fukuoka prefektur, är en japansk fotbollsspelare.
Kakimoto började sin karriär 2013 i Giravanz Kitakyushu. 2015 flyttade han till Blaublitz Akita.